# Sol LeWitt
Solomon „Sol” LeWitt (Hartford, Connecticut, 1928. szeptember 9. – New York, 2007. április 8.) amerikai minimal art-művész, de alkotásai átvezetnek a koncept art-ba, szintén az elanyagtalanítás révén. LeWitt egy építésznél dolgozott, mielőtt művészi pályára lépett volna; majd minimalista szobrokat készített, melyeket „szerkezetek”-nek nevezett. Szerinte a mű mögött meghúzódó gondolat fontosabb, mint maga az alkotás.
Sol LeWitt azt mondja, hogy az ő rácsai, kockái tiszta információk, teljes mértékben konceptuális jellegűek. A kocka csontvázszerű klisévé egyszerűsödik. Szobraiból száműzte a tömeget, számára elegendő néhány vonás, hogy a formát a nézőben egészként hívja elő.

## Alkotásai
- Kocka: Olyan, mintha váza lenne csak a kockának. Hat, egymást érintő éle jelenik meg. Szerinte nem fontos, hogy egy teljes kockát lássunk, elég ha jelzés szinten ábrázoljuk, és ilyen módon asszociálunk a kockára. Nyitott struktúraként fogta fel, a zárt ráccsal szemben. Képzeletbeli dolog, mely a lét és nem-lét határán mozog.
- Nyílt geometrikus szerkezet IV.: Ez a fehér, kockavázakból álló szerkezet matematikai alapelveknek megfelelően készült. Az egymásból kinövő kockáknak csak az élük látszik: LeWitt így fedi fel az ellentmondást aközött, amit látunk, és aközött, amiről tudjuk, hogy ott van. Ez a sajátosság a művet a koncepcionális művészethez kapcsolja. Az alkotásban a minimalisták elvei is tükröződnek, például a geometriai elvekhez való merev ragaszkodás, a mű személytelensége.

Vonalakból álló falrajzait, mint mintákat árulják, „engedéllyel” arra, hogy belefessenek. Saját falrajzait, miután kiállította őket, többnyire megsemmisíti.